# Grats
Grats és un castell del municipi de Campdevànol (Ripollès) declarat bé cultural d'interès nacional.

## Descripció
Malgrat una masia del municipi conserva el nom de Grats, el castell segurament estaria situat al cim de la muntanya de l'Eruga.

## Història
El castell apareix documentat per primera vegada l'any 904, en el judici que presidí el comte Miró de Cerdanya-Besalú quan el procurador de l'abadessa Emma de Sant Joan de les Abadesses reclamà una casa i terres al comtat de Cerdanya, entre ells el castell. En algun moment entre el 1050 i el 1068, Bernat, vescomte de Cerdanya, jurà fidelitat a Ramon, comte de Cerdanya, dels castells de Grats i de Ribes. Posteriorment, quan ja no tenia categoria de castell, apareix vinculat com a quadra del castell de Blancafort de la vall de Gombrèn.